# حصار بودابست
حصار بودابست هو حصار أجري على العاصمة المجرية بودابست، الذي بدأ مع نهاية الحرب العالمية الثانية في أوروبا، خلال الهجوم السوفييتي على بودابست. بدأ الحصار عندما قامت قوات الجيش الأحمر السوفييتي وقوات المملكة الرومانية في 20 ديسمبر 1944، بدفع كل من المجريين والألمانيين عنها. وانتهى الحصار عندما استسلمت المدينة بدون شرط في 13 فبراير 1945. لقد حاصر السوفييت هذه المدينة خلال حملة الجبهة الأوكرانية الثانية بقيادة روديون مالينوفسكي. لقد كان حصار بودابست أكثر دموية من أي حصار خلال الحرب العالمية الثانية

## وضع عام
في عام 1944، كان المجريون غير ملتزمين بمشيئة الألمان. في مارس 1944، قررت المجر الانسحاب من الحرب، ولقد ظنتها ألمانيا النازية كممانعة لاتخاذ الإجراءات الكافية ضد اليهود. لقد احتاج الرايخ لثروات المجر للحفاظ على المجهود الحربي وكذلك باعتبار المجر يستحوذ على مصفاة النفط الوحيدة السليمة للمحور الموجودة في الجنوب الغربي للبلد (بالاتون). في 19 من مارس، أطلق الالمان عملية مارجريت ودخلت القوات الألمانية المجر. الوصي المجري، ميكلوش هورتي قام بإيقاف خطط المجر للانسحاب.
في أكتوبر 1944، امتلك هوتي زمام أمور مفاوضات السلام مع الحلفاء. في 16 أكتوبر، أطلق الالمان عملية بانزرفاوست، وتم تنازل هورتي عن المنصب. استبدلت حكومة هورتي بالمجري فيرينتس سالاشي من حزب الصليب السهمي.

## الحصار

### تطويق بودابست
29 أكتوبر، بدأ الجيش الأحمر الهجوم على بدوابست. أكثر من 1,000,000 مقاتل أنقسموا إلى مجموعتين وقاموا بمناورات ثم أسرعوا إلى المدينة. الخطة كانت قطع بودابست عن باقي القوات الألمانية والمجرية. في 7 نوفمبر 1944، دخلت القوات السوفييتية الضاحية الشرقية لبودابست، التي تبعد 20 كيلو مترا عن المدينة القديمة. في 19 ديسمبر، بعد وقف ضروري للعملية، اعاد الجيش الأحمر هجومه من جديد. في 26 ديسمبر، الطريق الذي يربط بودابست بفيينا تم الاستيلاء عليه على يد القوات السوفييتية. وبذلك طوقت المدينة.
ونتيجة للحصار السوفييتي، 33,000 جندي ألماني و37,000 جندي مجري، بالإضافة إلى 800,000 مواطن، أصبحوا محجوزين في بودابست. ورفض قرار الانسحاب، القائد الألماني أدولف هتلر أعلن بأن بودابست مدينة حصنية، ويجب الدفاع عنها حتى سقوط آخر جندي.وأصبح كارل ويلدنبرتش هو المسؤول عن الدفاعات في المدينة.
كانت بودابست هدف أساسي جوزيف ستالين، في اتفاقية يالطة أراد ستالين إظهار قوته أمام تشرشل ووروزفلت. ولذلك، أمر الجنرال روديون مالينوفسكي بالسيطرة على المدينة بأسرع وقت.
في 29 ديسمبر 1944، بعث مالينوفسكي مرتين شروط نقاش الاستسلام بشروط. المبعون لم يعودوا بعدها. واعتبر السوفييت هذا الفعل رفض للمفاوضات وقامت القوات بحصار المدينة.

### بداية الحصار والهجوم الألماني الأول
الهجوم السوفييتي بدأ في الضواحي الشرقية للعاصمة، والدخول من خلال بست، شكل نقطة التحول في تسريع العملية. قامت قوات الدفاع من الالمان والمجر، بإبطاء الاندفاع السوفييتي وتحويله إلى زحف، فقامت بالانسحاب وقللت خطوطها عسى أن تجد الأسبقية في البيئة الجبلية لبودا.
وفي يناير 1945، أطلق الالمان هجوم مكون من ثلاثة أجزاء سمي عملية كونراد. عملية كونراد كانت جهد ألماني-هنغاري لتخفيف الحصار عن بودابست.
انطلقت عملية كونراد 1 في 1 يناير. هاجم الفيلق الألماني اس اس بانزر الرابع منطلقا من مدينة تاتا خلال منطقة كثيفة التلال شمال بودابست في جهد لكسر الحصار السوفيتي وبالتزامن مع هذا الهجوم قامت قوات ال Waffen-SS بالضرب من غرب مدينة بودابست في محاولة لكسب فائدة تكتيكية.في 3 يناير الأمر السوفيتي ارسل أربعة تقسيمات اضافية لملاقاة التهديد.أدى هذا الفعل السوفيتي إلى توقف الهجوم بالقرب من Bicske اقل من 20 كيلومتر غرب مدينة بودابست.في 12 يناير اجبرت القوات الألمانية على الانسحاب.
في 7 يناير أطلق الالمان عملية كونراد2. هاجم فيلق ال اس اس بانزر الرابع من Esztergom باتجاه مطار بودابست حاول الالمان الاستيلاء على المطار لتحسين التجهيز الجوي للمدينة. تعثر هذا الهجوم بالقرب من المطار.
في 17 يناير انطلق الجزء الأخير من عملية كونراد - عملية كونراد3. هاجم فيلق ال اس اس بانزر الرابع وفيلق البانزر الثالث من جنوب بودابست وحاول تطويق عشرة تشكيلات سوفيتية. محاولة التطويق بائت بالفشل.

### تكثيف القتال
من جهة أخرى حرب المدن في بودابست ازدادت حدتها.وأصبحت التجهيزات عاملا حاسما بسبب خسارة مطار Ferihegy قبيل بدء الحصار في 27 ديسمبر 1944 وحتى 9 يناير 1945. كانت القوات الألمانية قادرة على استخدام بعض الشوارع الرئيسية وكذلك موقف خاص ملاصق لقلعة بودا باعتبارها مناطق لهبوط الطائرات والطائرات الشراعية على الرغم من انها كانت تحت نيران المدفعية السوفيتية المستمر.قبل أن يتجمد نهر الدانوب بعض الإمدادات تمكنت من العبور تحت غطاء الظلام والضباب.